# Георгіївське (Запорізький район)
Гео́ргіївське — село в Україні, у Михайлівській сільській громаді Запорізького району Запорізької області. До 2018 року орган місцевого самоврядування — Михайлівська сільська рада. Населення складає — 247 осіб (станом на 1 січня 2007 року).

## Географія
Село Георгіївське розташоване за 20 км від обласного центру, 22 км від міста Вільнянська, 2,5 км від правого берега річки Вільнянка. Сусідні села: на відстані Вишняки та Сергіївка (за2,5 км). Поруч із селом тече пересихаючий струмок з загатою. Найближчий пасажирський залізничний зупинний пункт — Платформа 9 км — знаходиться за 11 км від села.

## Населення

### Мова
Розподіл населення за рідною мовою за даними перепису 2001 року:
| Мова            | Кількість | Відсоток |
| --------------- | --------- | -------- |
| українська      | 197       | 87.17%   |
| російська       | 21        | 9.29%    |
| румунська       | 3         | 1.33%    |
| білоруська      | 1         | 0.44%    |
| інші/не вказали | 4         | 1.77%    |
| Усього          | 226       | 100%     |

## Історія
Село утворилось як хутір Драний у 1921 році, згодом перейменовано в Ново-Георгіївське.
З 1924 року село перебувало у складі Вільнянського району.
У 1930 році в школі Ново-Георгіївського працював вчителем учасник Визвольних змагань Павло Миколайович Дерев'янко (1899—1931).
У 1932—1933 роках селяни зазнали сталінського геноциду.
З 24 серпня 1991 року село у складі незалежної України.
9 лютого 2018 року, в ході децентралізації, Михайлівська сільська рада об'єднана з іншими в Михайлівську сільську громаду.
19 липня 2020 року, в результаті адміністративно-територіальної реформи та ліквідації Вільнянського району, село увійшло до складу Запорізького району.
22 червня 2023 року рішенням Національної комісії зі стандартів державної мови віднесено до списку населених пунктів, які «можуть не відповідати лексичним нормам української мови», зокрема стосуватися «російської імперської чи колоніальної політики». Громаді рекомендовано обґрунтувати доцільність збереження поточної назви або запропонувати нову назву в установленому законодавством порядку.